# Antonio Cruz
Antonio Ferreira da Cruz Filho (Cuiabá, Mato Grosso, 5 de dezembro de 1949) é um político brasileiro. É médico, pastor da igreja Assembleia de Deus Missões e atualmente é deputado federal reeleito pelo estado do Mato Grosso do Sul.

## Biografia e carreira
Cursou medicina na Universidade Federal de Mato Grosso do Sul, em Campo Grande, de 1968 a 1973.
No estado de Mato Grosso do Sul, fundou o Hospital Evangélico de Campo Grande, em junho de 1994, atendendo todo o estado, região centro-oeste e países como Bolívia e Paraguai. 
Na Câmara, durante o mandato atual, esteve ausente em 48% das sessões das Comissões Permanentes e Especiais em que é titular.
Votou contra a recriação da Contribuição Provisória sobre Movimentação Financeira - CPMF, com o nome de Contribuição Social para a Saúde - CSS. Na ocasião, por apenas três votos, o imposto que inicialmente era provisório, foi mantido.
Votou a favor do recurso do PT para a suspensão da CPI do apagão aéreo em 2007.

## Filiações Partidárias
- 1994-2002 - PMDB[1]
- 2002-2005 - PTB[1]
- 2005-2012 - PP[1]
- 2012 - Atual - PMDB[1]

## Vida pessoal
Ele tem três filhos Antônio Cruz Neto (Médico), Augusto Cruz (Médico) e Ângela Cruz.[carece de fontes?]